# Zamia macrochiera
Zamia macrochiera — вид голонасінних рослин класу Саговникоподібні (Cycadopsida).

## Поширення, екологія
Цей вид зустрічається в Перу. Рослини знаходяться в безпосередній близькості від міст Пебас і Пукарґільо в провінції Майнас області Лорето. Рослини зустрічаються в підліску первинного і вторинного дощового лісу.

## Загрози та охорона
Середовище проживання цього виду було порушене і типова місцевість у процесі перетворюються з вторинних лісів у сади.